# Menjar ràpid

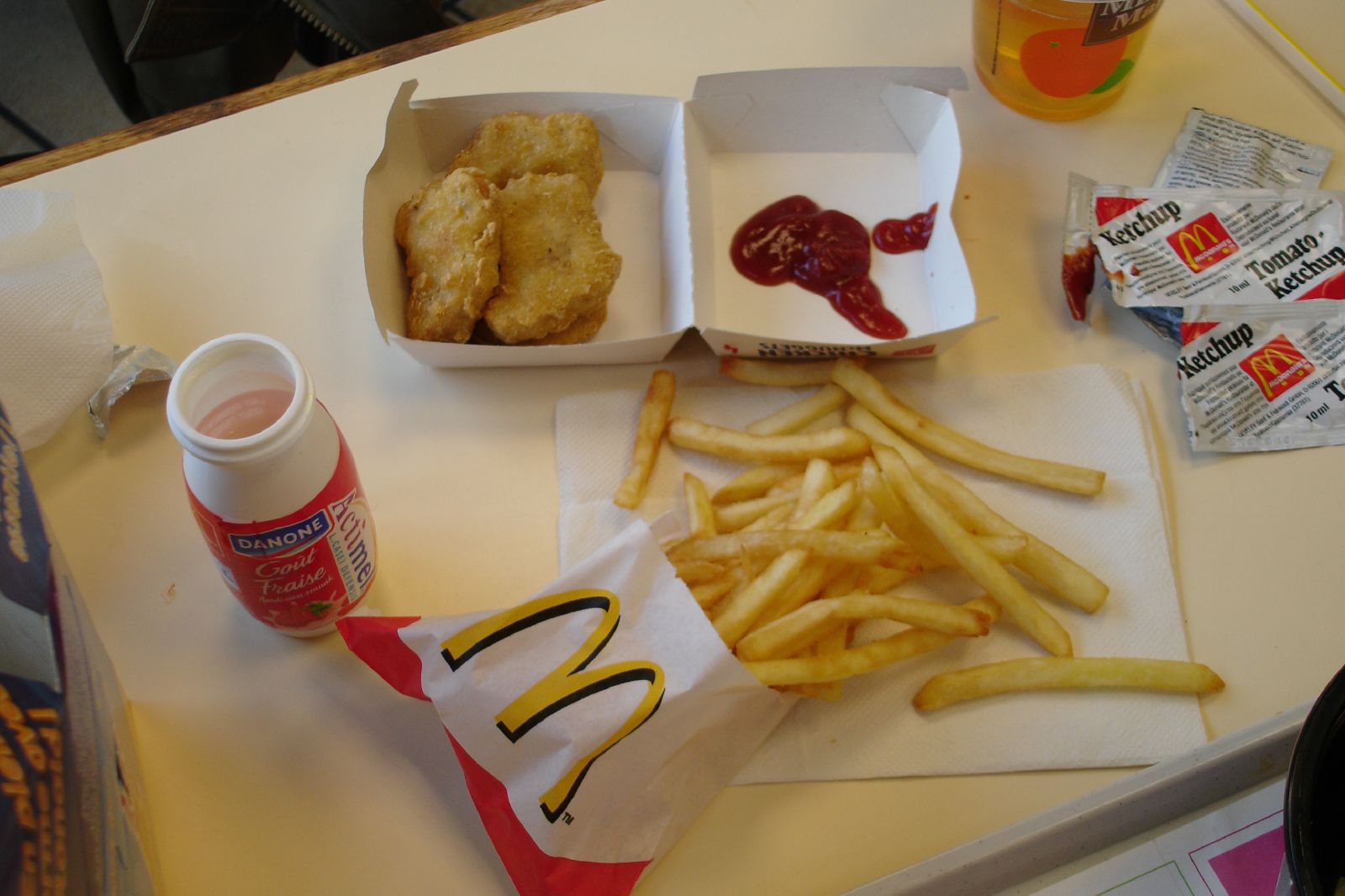
Un exemple de menu de menjar ràpid

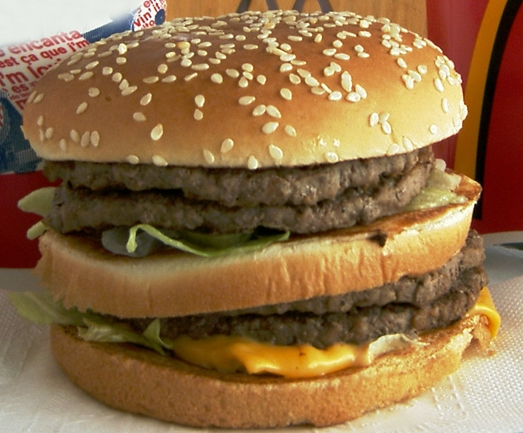
Entrepà d'hamburguesa típic d'alguns establiments de menjar ràpid

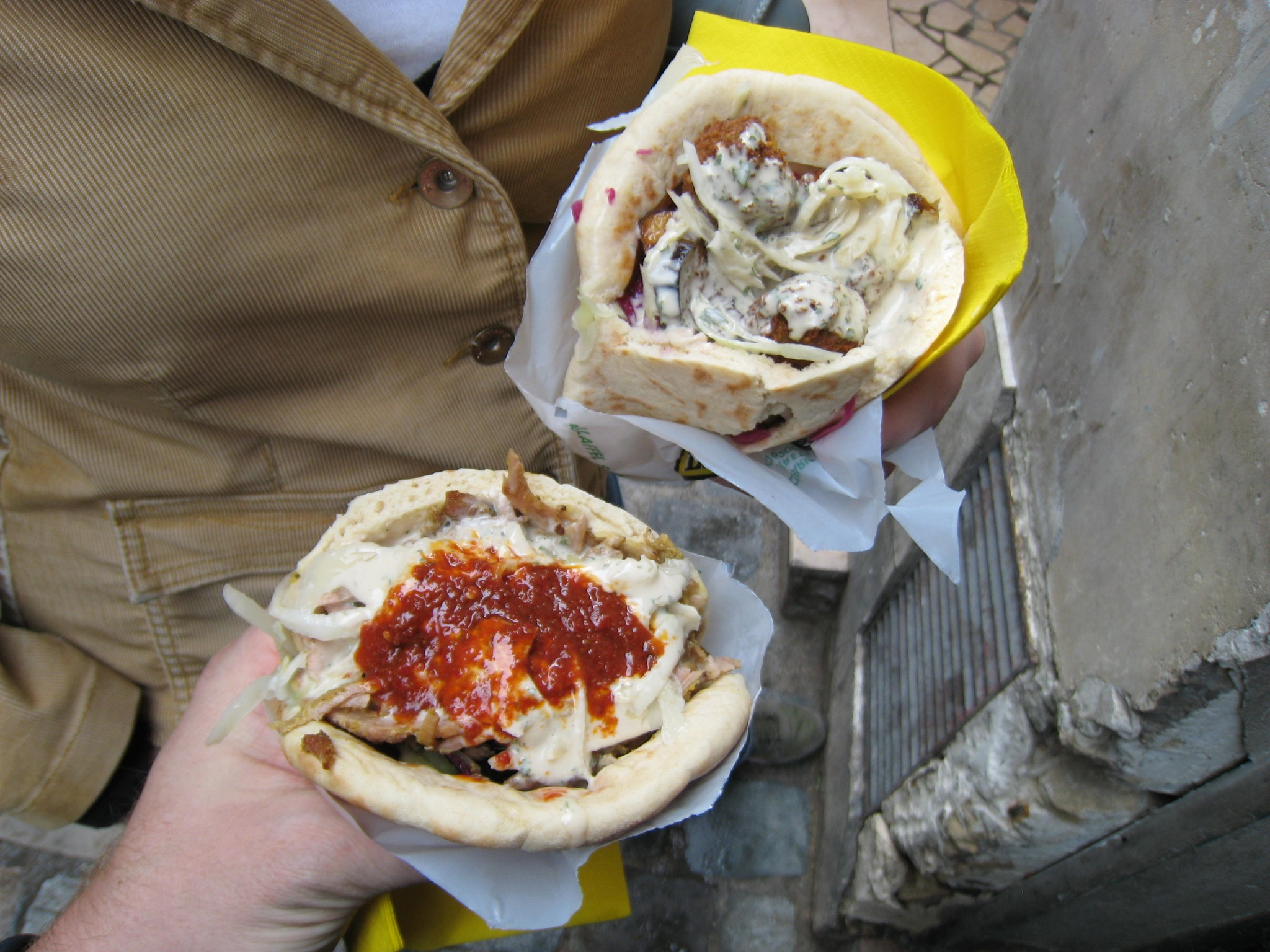
Menjar ràpid basat en el falàfel i el kebab

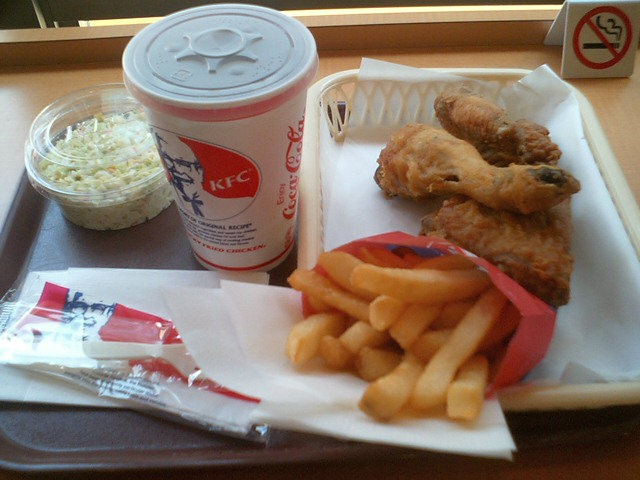
Menjar ràpid fet amb una base de pollastre

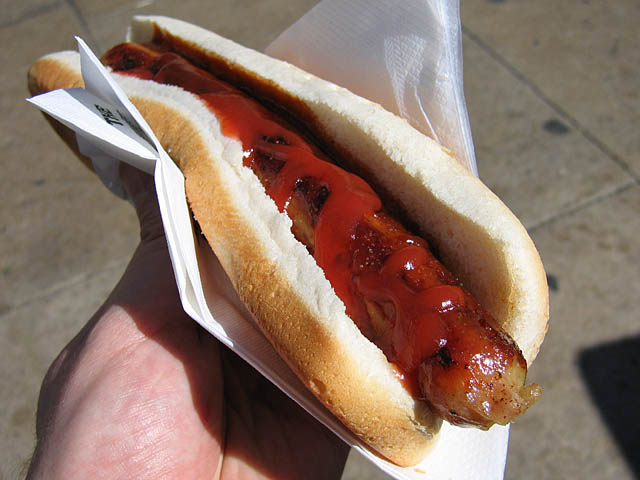
Una salsitxa de Frankfurt

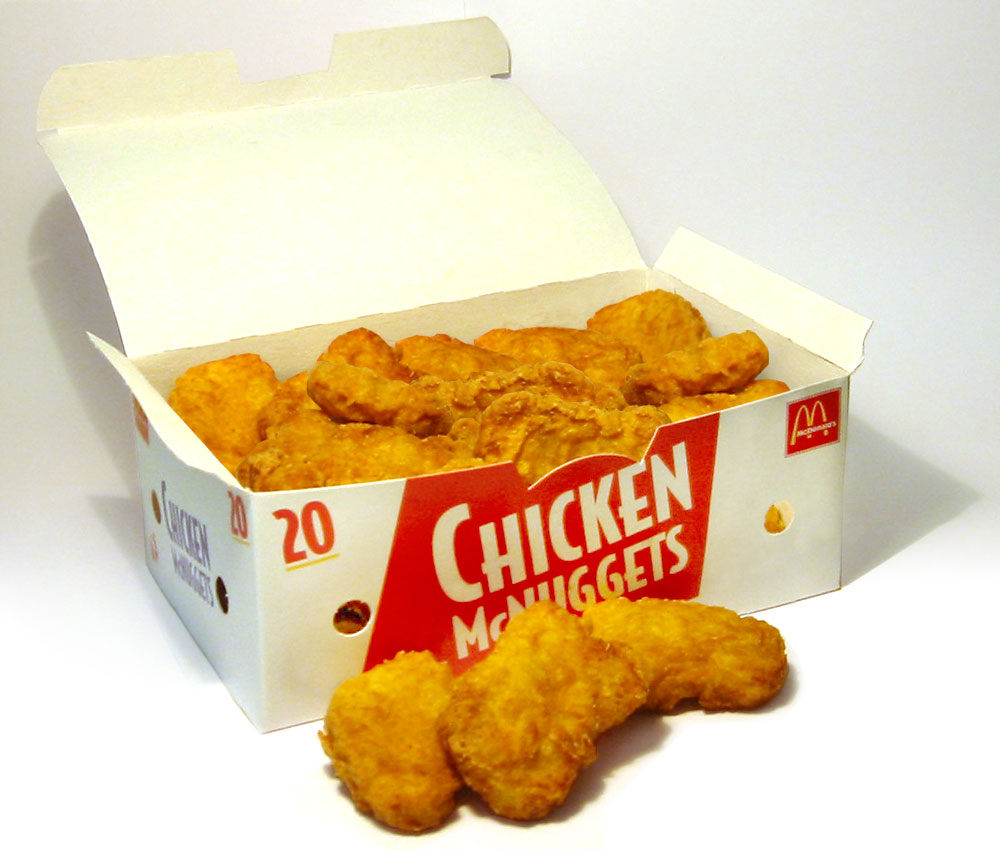
Bunyols de pollastre

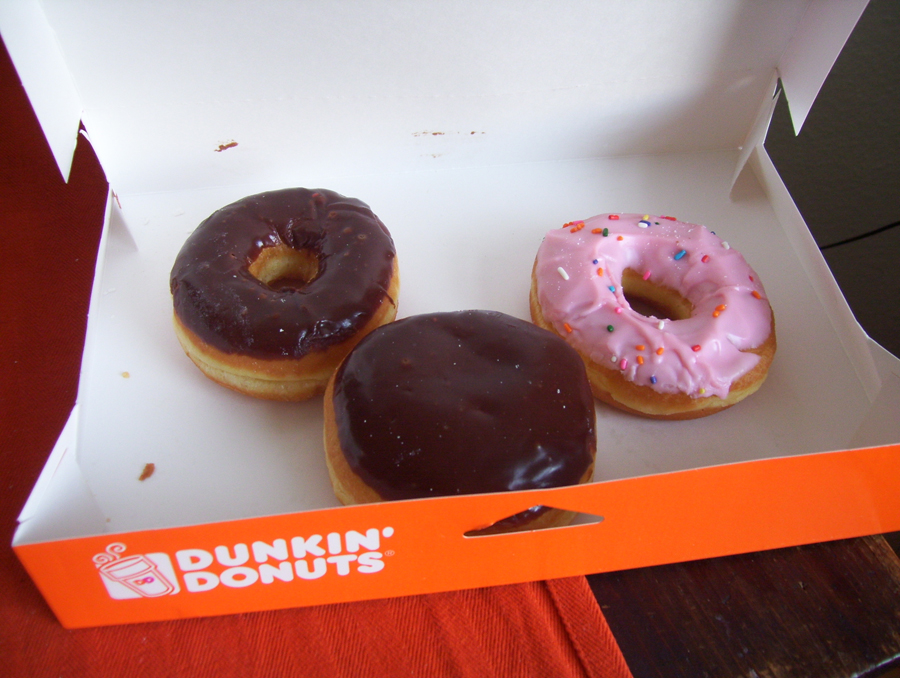
Un exemple de menjar ràpid dolç

El menjar ràpid (de l'anglès fast food) és un tipus d'alimentació ideat per a preparar i servir el menjar ràpidament en locals especials per a tal fi o bé per a emportar-se i menjar al carrer. Una de les seves principals característiques és que es consumeix generalment sense plats ni coberts (com amb la pizza, entrepans d'embotits, de carn o d'hamburguesa, pollastre fregit, patates fregides, bunyols, etc.) i que els establiments no disposen de servei de taula o cambres, sinó que cal demanar la comanda a la barra i portar-la a taula (autoservei), o bé s'ha de prendre fora de l'establiment.

## Història
A l'antiga Roma ja se servien en parades de carrer pans plans amb olives o el falàfel a l'Orient Mitjà. A l'Índia també se serveix menjar al carrer des de molt antic, així com en la majoria de països de l'Àsia oriental. Aquests refrigeris però no es consideren menjar ràpid, en la seva fabricació casolana i no massiva (per exemple, per a falàfel) en el sentit que té avui dia, de la mateixa manera que un entrepà de truita, que es fa ràpidament i es pot menjar al carrer, o un tros de coca o un grapat d'avellanes, tampoc no són considerats com a tals. Els falàfels a Turquia, per exemple, es fan al moment i disten molt de ser servits "ràpid".

### Primers locals de venda ràpida de menjar preparat per a emportar-se
Els comerços de menjar ràpid no van aparéixer doncs fins al segle xx, als Estats Units. El 1912 s'obrí a Nova York un local que oferia menjar darrere d'una finestra de vidre i que tenia una escletxa per pagar amb monedes, es deia Automat. El sistema ja existia abans a Berlín i en algunes ciutats com Filadèlfia. La firma va popularitzar el menjar per endur-se'n amb l'eslògan "menys feina per a la mare".
En la dècada de 1940, els restaurants de barbacoa servits per carhops es fan molt populars servint menjars sense necessitat de sortir del cotxe, i el concepte de menjar ràpid es va estendre a alguns més països d'Occident. Menjar ràpid es refereix al fet que és servit ràpidament i que també s'ingereix ràpidament, però els restaurants no donaven molts beneficis per les pèrdues operatives per plats, safates i coberts desapareguts o trencats, i el servei lent dels carhops i els operadors dels restaurants buscaven maneres de millorar els beneficis. El els germans McDonald en 1948 van tancar el seu restaurant tres mesos per crear i implementar un sistema de producció en sèrie de menjar per vendre només hamburgueses, batuts i patates fregides en autoservei amb plats de cartró i embolcalls de paper per servir a treballadors i famílies que buscaven una menjar ràpid i barat. El model de negoci de McDonald's es basava en el volum, convertint-se en un èxit rotund. A la majoria de països europeus (Portugal, Espanya, etc.) la venda directament a través d'una finestra, des del cotxe mateix, per exemple, no ha arribat a quallar al segle XX ni al XXI, i en d'altres, com França, tot i que existeix, es tracta d'un fenomen molt minoritari i poc significatiu respecte al d'altres països americans.

### Els bistrots francesos
La noció de menjar ràpid reapareixia a França durant les Guerres Napoleòniques, quan els mercenaris cosacs de l'exèrcit rus hi sol·licitaven en els restaurants que se'ls servís com més aviat millor, dient bistro! (en rus: ràpid), paraula que s'ha introduït en la llengua francesa com a sinònim de "bar" o "cafè". Als bistros actuals se sol poder menjar, a taula, plats senzills, sovint un tall de quiche o de carn saltada amb amanida, arròs, patates o una altra guarnició, que es prepara, com als restaurants, un cop la persona l'ha demanada, i no abans. També serveixen alguns postres, sovint pastissos.

### Model econòmic
A mitjan segle xx, un empresari nord-americà de l'alimentació anomenat Gerry Thomas comercialitza per primera vegada el que en anglès aleshores allà es denomina "menjar preparat" (TV dinner). La idea és que una persona sense gaires esforços obtingui en pocs minuts amb un plat preparat a casa.
A causa del fet que el menjar ràpid es basa en la velocitat, la venda massiva, la uniformitat i el baix cost, en el menjar ràpid es fan servir tècniques que permeten aconseguir un cert sabor o consistència i preservar frescor. Això requereix un sovint l'ús d'additius, de barreges de subproductes amb la carn, que se sol substituir per una mena de bunyol que barreja pell (en el cas del pollastre), greix, carns diverses i fins i tot petits ossos triturats. També s'afegeixen altres ingredients com farines, sucres, etc. Els olis i greixos s'escullen segons criteris econòmics, sense tenir en compte cap aspecte nutricional, així com a la resta d'ingredients. Els mètodes de producció poden alterar la natura de l'aliment i reduir-ne el valor alimentari.

### Primers detractors
Durant els anys 80 comencen a aparèixer moviments en contra d'aquest tipus de menjar que denuncien aspectes com la poca informació sobre la composició dels aliments, l'alt contingut de greixos, sucres i calories o els mals hàbits que introdueix el menjar ràpid en les nostres vides (atribuint-li la denominació despectiva de "menjar escombraria"). El menjar porqueria nutricionalment es considera que aporta només calories buides.
A partir d'aleshores i fins a l'actualitat, apareixen documentals denunciant la situació, com pel·lícula-documental Super Size Me (2004) protagonitzada per Morgan Spurlock, en la qual decideix alimentar-se únicament de menjar dels restaurants McDonald's durant un mes sencer. La pressió social augmenta i algunes cadenes de restaurants de menjar ràpid van anunciar el març del 2006 que inclourien informació nutricional en l'embalatge de tots els seus productes. En conseqüència, les cadenes van reaccionar intentant millorar la seua imatge, estilitzant les lletres del seu logotip o incloent amanides i altres productes en la seua oferta.

## Menjars ràpids temàtics
Existeix una gamma d'oferta de menjar ràpid de tema la cuina d'un altre país. Sovint es tracta de menjar porqueria més o menys inspirat a la cuina xinesa, "mexicana" (o més aviat tex-mex), índia, italiana, etc. Pot ser per a emportar-se, venut al carrer o per menjar dins un establiment.

## Menjar ràpid i menjar porqueria
Avui en dia es tendeix a sobreentendre per a menjar ràpid no una manera de preparar els aliments bàsica i ràpida sinó unes certes preparacions de baixa qualitat nutricional (massa greixos, massa sucre, manca de certs nutrients, racions desmesurades, etc.). D'aquesta manera es confon menjar ràpid amb menjar porqueria.
Però no tot el que es prepara ràpidament, i que seria en certa manera "menjar ràpid", és menjar porqueria. Per exemple, una amanida amb hortalisses fresques o un entrepà casolà sucat amb tomàquet es fan en poc temps i poden ser nutricionalment complets i equilibrats.